# Jan Kiliński
Jan Kiliński, född 1760 i Trzemeszno, död 28 januari 1819 i Warszawa, var en polsk patriot.
Kiliński uppfostrades i skomakaryrket, flyttade från provinsen Posen till Warszawa, där han blev medlem av Tadeusz Kościuszkos provisoriska nationalregering. Då preussarna 1794 belägrade Warszawa, deltog Kiliński som överste kraftigt i försvaret. 
Efter stadens erövring av ryssarna fördes han jämte Kościuszko och Julian Ursyn Niemcewicz till fängelse i Sankt Petersburg, där han skrev vers och memoarer. Då han blev fri, slog han sig åter ned i Warszawa som skomakare. 
Poetiskt har hans namn förhärligats av Wincenty Pol i dikten "Historya szewca Jana Kilińskiego" (1843). Efter honom har den största stadsparken i Lemberg och en gata i Warszawa uppkallats.